# Federal Hockey League 2018-2019
La Federal Hockey League 2018-2019 è la nona edizione di questo campionato.

## Squadre partecipanti
Anche per la nona edizione del torneo le squadre previste restano sei. Alla mancata iscrizione delle due compagini canadesi, i Cornwall Nationals (scioltisi nel corso della stagione precedente) e i North Shore Knights, sopperiscono due nuovi team: gli Elmira Enforcers ed i Mentor Ice Breakers.

## Regular season
| Squadra               | PG | V  | VOT | POT | P  | GF  | GS  | Pt  | %     |
| --------------------- | -- | -- | --- | --- | -- | --- | --- | --- | ----- |
| Carolina Thunderbirds | 58 | 48 | 1   | 3   | 6  | 266 | 116 | 149 | 0.856 |
| Elmira Enforcers      | 58 | 28 | 5   | 5   | 20 | 224 | 173 | 99  | 0.569 |
| Watertown Wolves      | 58 | 24 | 7   | 1   | 26 | 239 | 256 | 87  | 0.500 |
| Port Huron Prowlers   | 59 | 22 | 3   | 2   | 32 | 237 | 271 | 74  | 0.418 |
| Mentor Ice Breakers   | 58 | 17 | 1   | 5   | 35 | 203 | 280 | 58  | 0.333 |
| Danville Dashers      | 59 | 16 | 3   | 4   | 36 | 197 | 263 | 58  | 0.328 |

Criteri: 1) miglior percentuale di vittorie; 2) maggior numero di punti; 3) numero di vittorie; 4) scontri diretti; 5) differenza reti

## Play-off
|  | Semifinali | Semifinali            | Semifinali            | Semifinali | Semifinali |  |  | Finale | Finale                | Finale                | Finale | Finale | Finale | Finale |  |
|  |            |                       |                       |            |            |  |  |        |                       |                       |        |        |        |        |  |
|  | 1          | Carolina Thunderbirds | Carolina Thunderbirds | 5          | 3          |  |  |        |                       |                       |        |        |        |        |  |
|  | 4          | Port Huron Prowlers   | Port Huron Prowlers   | 4          | 2          |  |  | 1      | Carolina Thunderbirds | Carolina Thunderbirds | 7      | 4†     | 2      | 4†     |  |
|  | 2          | Elmira Enforcers      | Elmira Enforcers      | 5          | 7          |  |  | 2      | Elmira Enforcers      | Elmira Enforcers      | 3      | 3      | 7      | 3      |  |
|  | 3          | Watertown Wolves      | Watertown Wolves      | 4          | 4          |  |  |        |                       |                       |        |        |        |        |  |

Legenda:
†: partita terminata ai tempi supplementari